# 給油
給油（きゅうゆ）とは、機械に対して、適切な油を補給すること。潤滑油や切削油の補給にも用いられることがあるが、燃料油の補給に対し用いることが多い。この項目では燃料の給油を扱う。

## 自動車への給油

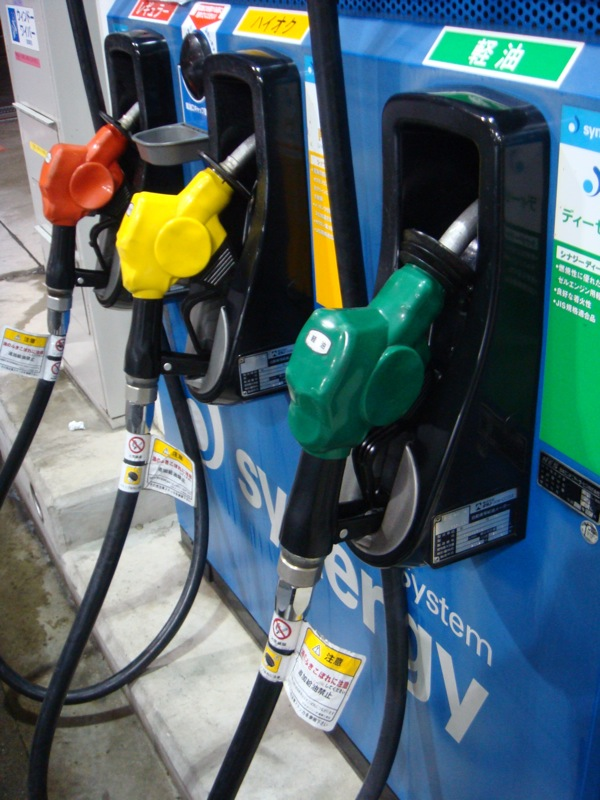
ガソリンスタンドの給油ノズル

自動車への給油は、法律上の制約などがあるため、一般にガソリンスタンドで行う。危険物の規制に関する政令の第27条6の規定で、給油時にはエンジンを停止させることとなっている。スタンドにも黒字で書かれた橙色の注意看板が掲げられている。
自動車のエンジンは、種類によってガソリンまたは軽油を燃料とし、またガソリンを燃料とする場合でもオクタン価が指定されていることがある。このため、給油の際に適切な燃料を選択する必要がある。一般的な自動車では、車体の左または右いずれかの後方に給油口が設けられており、ここから適切な燃料をタンクに注入する。
四輪自動車及び一部の自動二輪車には燃料計が付いており、これにより給油の必要性をドライバーが確認できるようになっている。二輪車には（特に古い型式のものは）燃料計がないものが多く、代わりに予備タンク（リザーブタンク）と呼ばれる機構が付属する（メイン側の供給パイプの方が高く出来ている。メインで供給出来ない液面高さになってもリザーブ側の方には残る仕組み）。燃料が枯渇した場合、リザーブに切り替えて予備燃料で給油施設まで走行し、給油する。
ガソリンスタンドでの給油に際しては、自動車のドライバーが自ら行う場合（いわゆるセルフ給油）と、有資格者を必要とする場合がある。アメリカ、ドイツ、イギリスなどでは一般のドライバーが給油できるスタンドが多い。日本の場合、以前は消防法によって危険物取扱者の監督下においてガソリンスタンドの従業員のみが行っていたが、1998年の政令改正によってセルフ給油が可能となった。

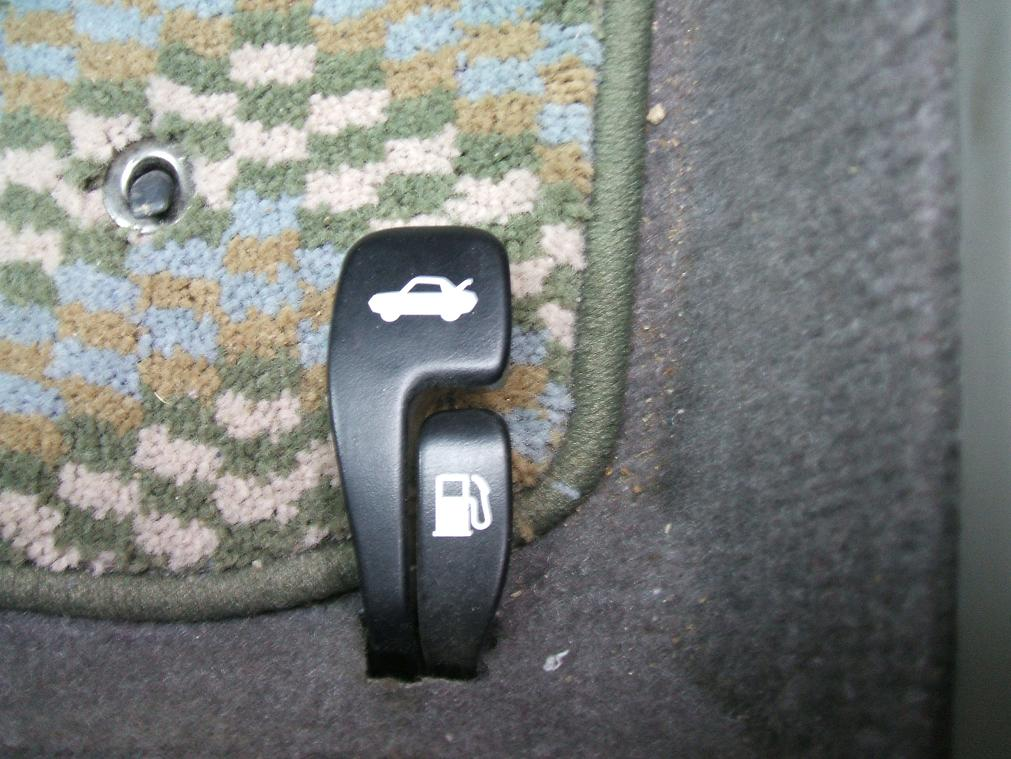
給油口を開けるレバー（右）とボンネットを開けるレバー（左）

## 鉄道車両への給油
鉄道車両（ディーゼル機関車、気動車）への給油は車両基地や一部の駅構内にある給油設備で行われる。1940年の西成線列車脱線火災事故を契機に、日本ではガソリン気動車は全廃されたため、鉄道車両のエンジンには引火しにくい軽油が燃料として使われている。日本国外においても軽油を燃料とする車両がほとんどである。

## 船舶への給油

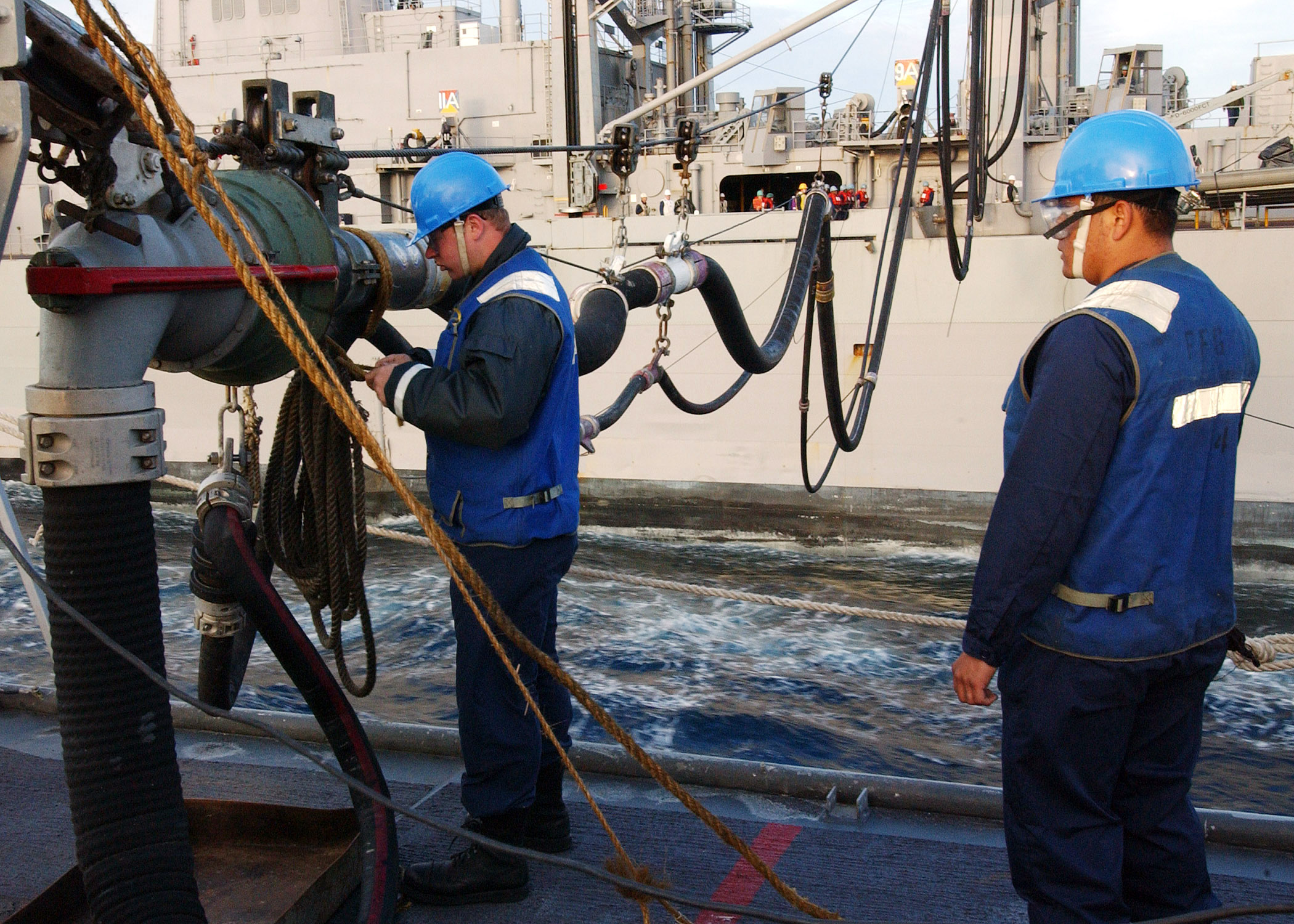
艦船への洋上給油

船舶のエンジンはその大きさや用途によって、自動車と同様のレギュラーガソリンや無鉛・有鉛ハイオクガソリン、軽油、さらに重油を燃料とするものもある。小型船舶向けには漁港やマリーナなどに給油施設があり、船舶を接岸させて給油を行う。大型船舶が港湾内に停泊している場合には、給油船が接舷して給油を行うこともある。
また日本を含めた主要海軍は給油艦を保有しており、航行中の給油が可能である。

## 航空機への給油

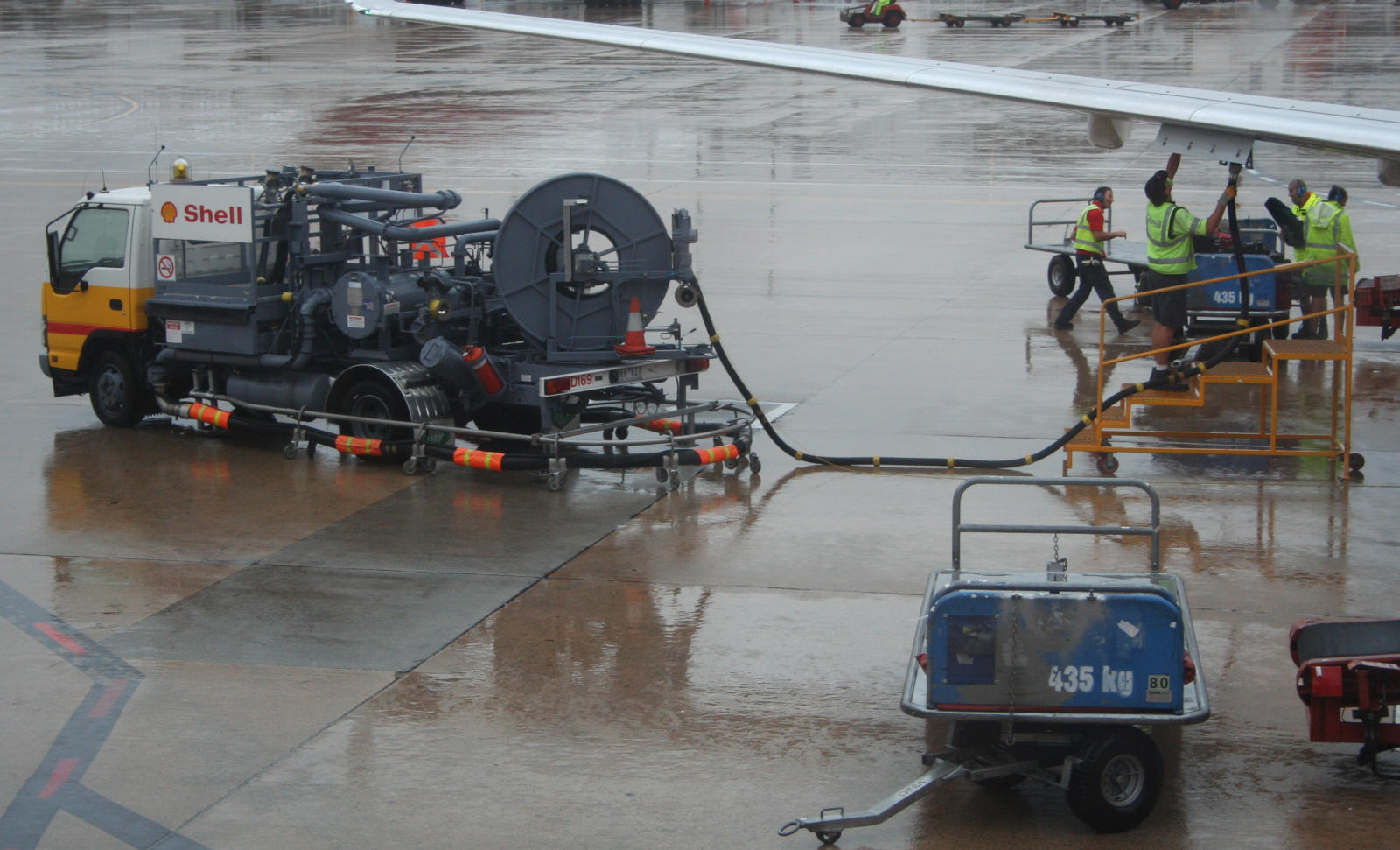
航空機への給油（ハイドラント方式）

航空機の燃料は、ケロシンを主体としたJET-A1というものを用いることが多く、成分的には灯油とほぼ同じであるため、特に可燃性が高い訳ではないが、一般人が航空機を直接扱うことは少ないため、給油に資格を必要とすることが多い。
民間機では主に重量と燃費の理由から片道分の燃料しか搭載しない場合が多く、通常折り返し時間を用いて１フライトごとに給油が行われる。エプロン地下の燃料配管からサービサという給油ホース車を介して給油するハイドラント方式と、給油ポンプを装備するタンクローリー様の専用給油車両を用いて給油するレフューラ方式がある。レフューラ方式は小規模な空港や地方空港でよく用いられるが、地上設備や駐機場所を問わずに給油が可能であり、さらに燃料の抜き取りも可能であるため、羽田空港などの大規模空港でも見られる場合があるポピュラーな方式である。よく誤認識されているが、ハイドラント方式に用いられる給油ホース車には、ポンプは装備されておらず、ハイドラントからの圧力だけで給油される。
軍事作戦などの特殊な環境下では、航空機を継続的に飛行させるために空中給油が行われることがある（詳細は当該項目を参照）。

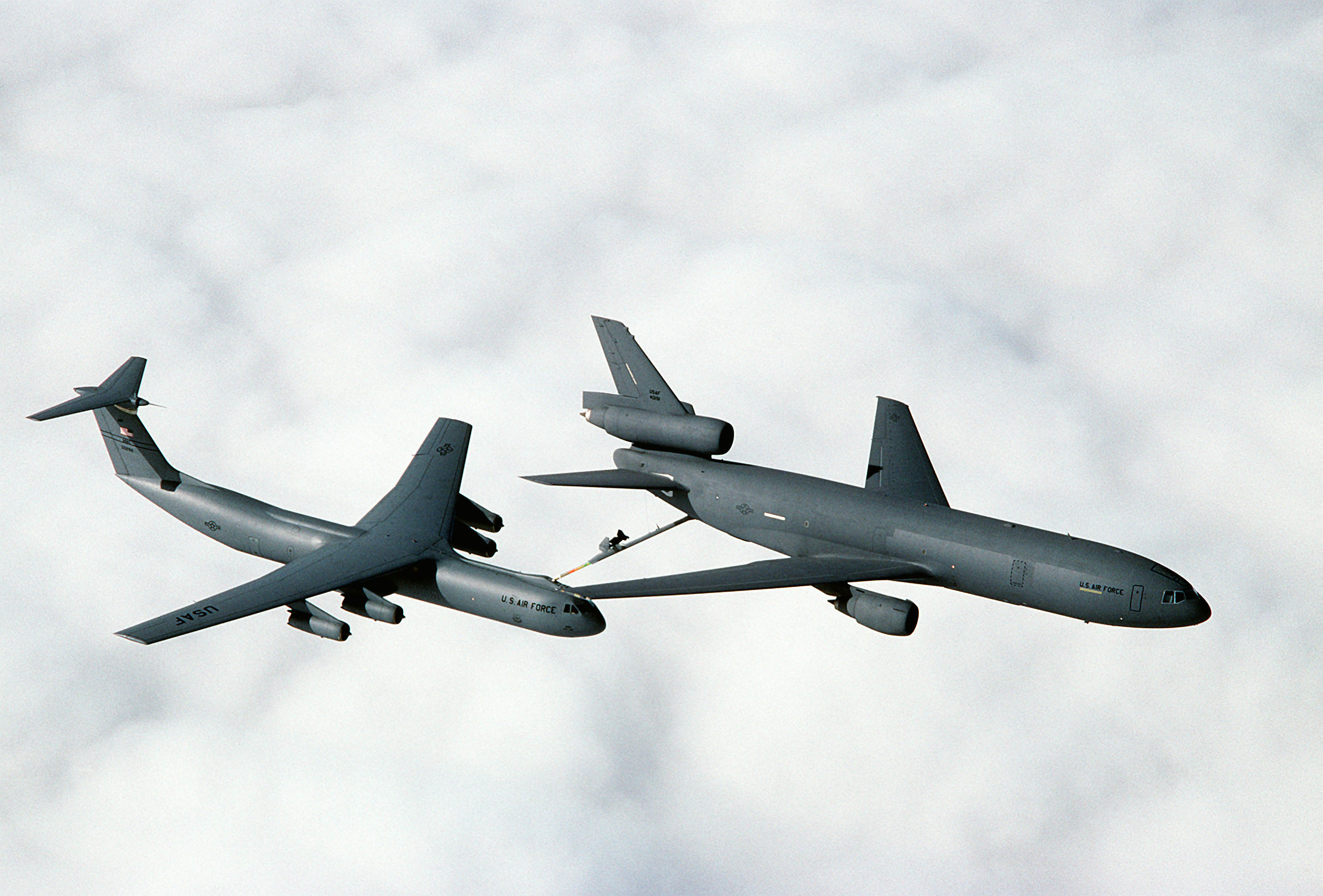
空中給油

## 暖房機への給油

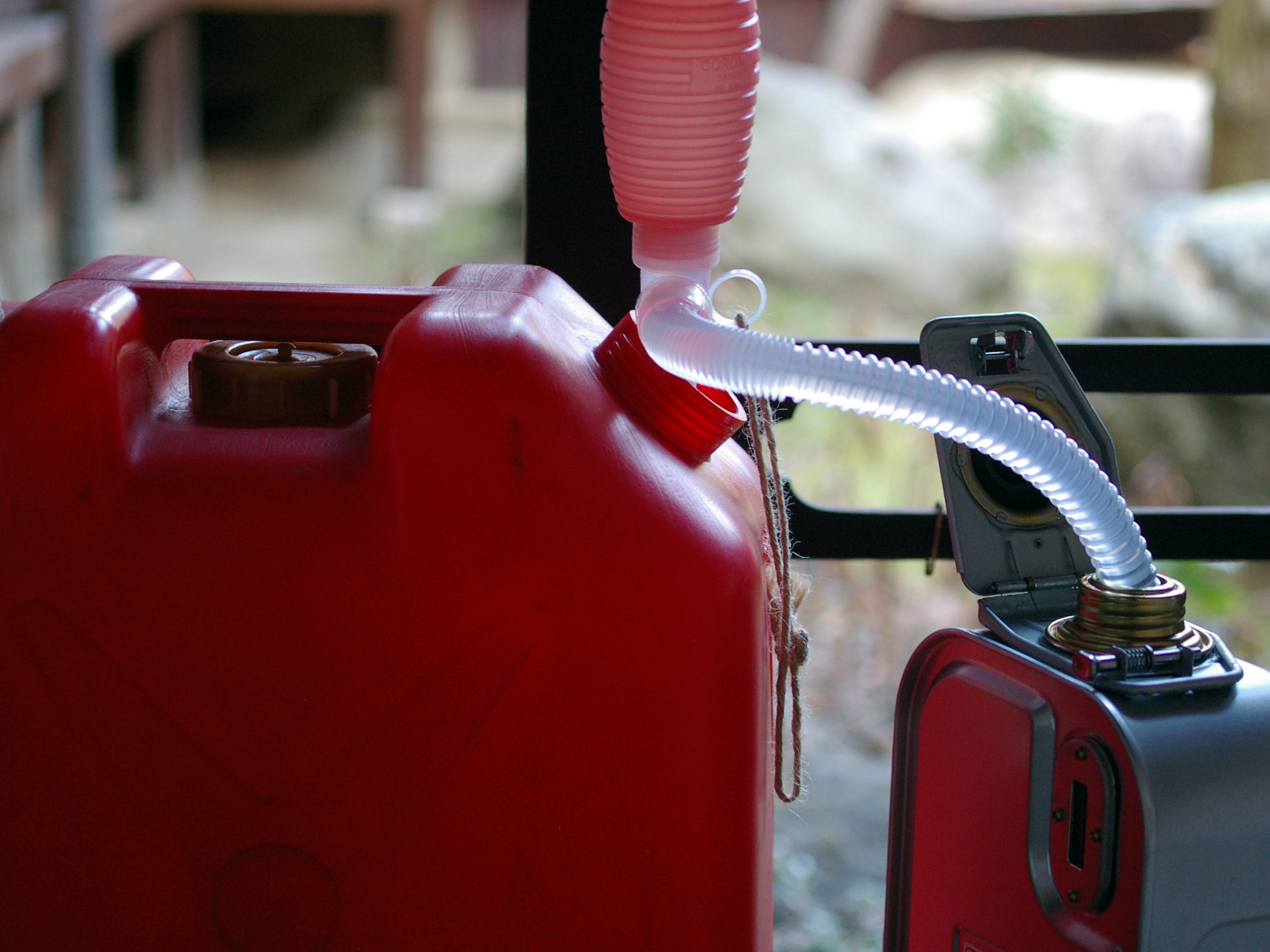
ポリタンクからカートリッジタンクへの給油

暖房機の中には、石油ストーブや石油ファンヒーターなど、石油（灯油）を燃料とするものがある。これらは一般家庭の屋内に設置されることが多いため、資格を必要とする国は少ない。日本でも暖房機への給油は特に制限がない。消費生活用製品安全法により平成21年4月からカートリッジ給油式ストーブへの給油時消火装置等の義務付けがされた。
灯油は店舗における販売の他、地域によって巡回販売や宅配等も行われている。消費者はこれらをポリタンク等に貯蔵し、必要に応じて暖房機に給油する。給油に際しては小型の給油ポンプを用いるのが一般的であり、手動の他に電動式のものもある。

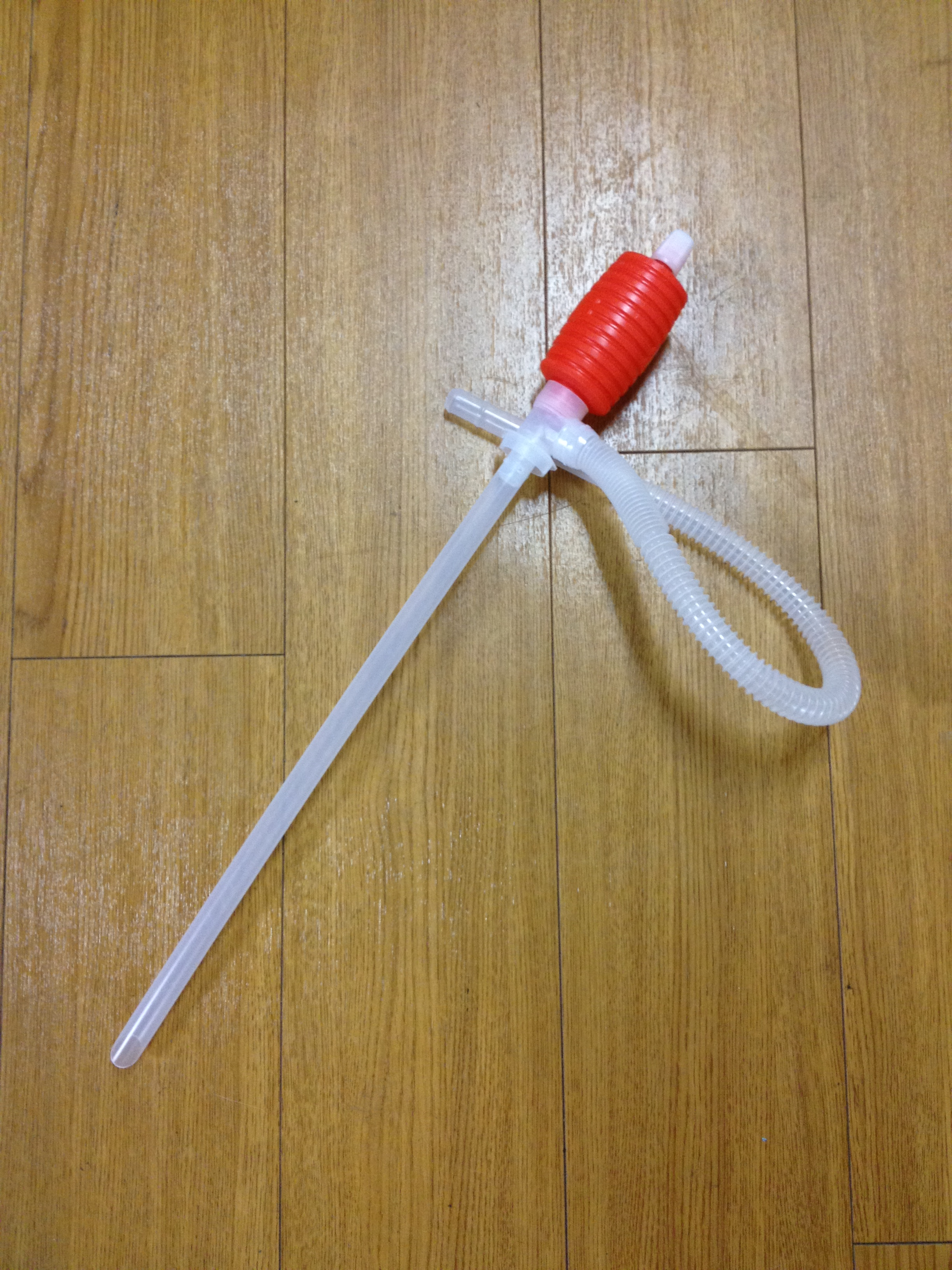
灯油ポンプ

## 給油に伴う危険
油は概して可燃性の物が多く、火気はもちろん、揮発性の高いものは静電気の放電による火花などでも引火（爆発）することがある。このため、静電気を除去するための接地（アース）などの処理が必要となる。
また、油は揮発性が高いものも多いため、運搬や保管の際には密閉する必要がある。一般に給油口にはキャップが取り付けられており、給油が完了した後にはこれを閉めて気密性を確保する。
一方、大量に貯蔵する場合は、通気管の設置が義務付けられている。

## その他
タンクいっぱいまで給油する際に使う「満タン」の「タン」は「タンク」の略である。